# Sciurus oculatus
Sciurus oculatus — вид грызунов семейства беличьих. Распространены в центральной Мексике.

## Описание
Сравнительно крупная белка, общая длина достигает 50,8-54,3 см, длина хвоста составляет 25,6-26,9 см, то есть он примерно такой же длины, как и всё тело. Окраска меха на спине серая, часто с тёмной полосой в области позвоночника. Живот и грудь белого цвета с бледно-жёлтыми или охристыми разводами. Вокруг глаз у животных имеется белое или песочного цвета глазное кольцо. Хвост чёрный с белыми разводами на верхней стороне, под ним часто имеется жёлтый участок.

## Распространение
Эндемик центральной Мексики, встречается в штатах Сан-Луис-Потоси, Идальго, Веракрус, Пуэбла, Керетаро и Гуанахуато[, на высоте от 1500 до примерно 3600 метров над уровнем моря, но обычно между 1650 и 1950 метрами.

## Образ жизни
Обитает в сухих сосновых и дубовых лесах на больших высотах и в некоторых долинах региона. Животные ведут дневной образ жизни и питаются в основном семенами и плодами, такими как орехи, миндаль и инжир. Быстро передвигаются по ветвям деревьев и могут преодолевать промежутки более двух метров. Брачный сезон, вероятно, приходится на лето, июль или август, данных о помётах нет.

## Систематика
Вид впервые научно описан в 1863 году Вильгельмом Петерсом, который дал описание на примере особей из окрестностей Лас-Вигаса в мексиканском штате Веракрус.
В пределах вида вместе с номинативной формой выделяют три подвида:
- Sciurus oculatus oculatus: номинативная форма, в восточной части ареала. Подвид имеет чёрную полосу по центру спины.
- Sciurus oculatus shawi: в северной части ареала. У подвида бледно-серая окраска спины, брюхо розовато-коричневое.
- Sciurus oculatus tolucae: в западной части ареала. У подвида серая полоса по середине спины, брюхо серо-белое или песочного цвета.

## Статус, угроза и охрана
Sciurus oculatus классифицируется Международным союзом охраны природы (МСОП) как «вид вне опасности» из-за относительно большого ареала и предполагаемой высокой численности популяции. Потенциальные риски для популяций неизвестны, вид распространён локально, но численность популяции неизвестна. Популяционная ситуация также может быть нестабильной из-за сильного изменения более половины мест обитания.